# یک هفته (فیلم ۱۹۲۰)
یک هفته (انگلیسی: One Week) یک فیلم صامت کوتاه در سبک کمدی به کارگردانی ادوارد اف کلاین و باستر کیتون است که در سال ۱۹۲۰ منتشر شد. از بازیگران آن می‌توان به باستر کیتون، سی‌بل سیلی، جو رابرتز و لان چینی اشاره کرد.

## خلاصه داستان
داستان شامل یک زوج تازه ازدواج کرده است که یک خانه‌ی ‌ساخته‌نشده را به عنوان هدیه عروسی دریافت می‌کنند. ظاهراً خانه می‌تواند در "یک هفته" ساخته شود. خواستگار ردشده دختر به طور مخفی شماره‌‌ی جعبه‌های آماده‌سازی خانه را تغییر می‌دهد. داماد (باستر کیتون) برای آماده‌سازی خانه طبقِ ترتیب جدیدِ شماره‌ها تلاش می‌کند. در نهایت دیوارهای خانه به صورت گَردان، دوش حمام در داخل اتاق و درهای طبقه بالایی با یک باد باز و بسته می‌شوند. در طی یک مهمانی در این خانه، با یک طوفان خانه به دور خود می‌چرخد و ساکنان آن را می‌چرخاند.
در پی این اتفاق ...